# International Convention Center
International Convention Center är ett konferenscenter i Jerusalem. International Convention Center stod som värld för Eurovision Song Contest 1979 och Eurovision Song Contest 1999 som Charlotte Nilsson vann med låten "Take Me To Your Heaven".